# Эбалаково (Апастовский район)
Эбала́ково (тат. Ябалак) — село в Апастовском районе Республики Татарстан, административный центр Шамбулыхчинского сельского поселения.

## География
Село находится на левом склоне долины реки Свияга, в 12 км к северо-западу от районного центра — посёлка городского типа Апастово. 

## История
Село основано на рубеже XVII — XVIII веков.
В XVIII — первой половине XIX веков жители относились к категории государственных крестьян. Основные занятия жителей в этот период – земледелие (в начале XX века земельный надел сельской общины составлял 1414,5 десятин) и скотоводство.
По сведениям 1859 года, в селе имелась мечеть.
В начале XX века функционировали мечеть, медресе, водяная мельница, крупообдирка, кузница, 5 мелочных лавок.
До 1920 года село входило в Шамбулыхчинскую волость Тетюшского уезда Казанской губернии. С 1920 года в составе Тетюшского, с 1927 года – Буинского кантонов ТАССР. С 10 августа 1930 года в Апастовском, с 1 февраля 1963 года в Буинском, с 4 марта 1964 года в Апастовском районах.
С 1929 года село входило в различные колхозы, в 1973—1992 годах — в совхоз «Свердловский», с 1998 года — в ассоциацию крестьянских хозяйств «Дуслык», с 2003 года — в сельскохозяйственное предприятие «Ибрагимов и Кº».

## Население
| 1782 | 1859 | 1897 | 1908 | 1920 | 1926 | 1938 | 1949 | 1958 | 1970 | 1979 | 1989 | 2002 | 2010 | 2015 |
| ---- | ---- | ---- | ---- | ---- | ---- | ---- | ---- | ---- | ---- | ---- | ---- | ---- | ---- | ---- |
| 124  | 902  | 1179 | 1313 | 1214 | 846  | 1369 | 728  | 811  | 649  | 316  | 309  | 299  | 280  | 276  |

Национальный состав села: татары.

## Экономика
В селе работает ООО сельскохозяйственное предприятие «Ибрагимов и Кº».

## Инфраструктура
В селе действуют детский сад, фельдшерско-акушерский пункт, сельский дом культуры, библиотека.
Через село проходит автомобильная дорога регионального значения 16К-0360 «"Уланово - Каратун" - Большие Кайбицы».

## Религия
Мечеть (с 1993 г.).